# Robert Gontarz
Robert Gontarz (ur. 2 lipca 1993 w Żurominie) – polski polityk i samorządowiec, poseł na Sejm IX i X kadencji (od 2019).

## Życiorys
Absolwent Liceum Ogólnokształcącego im. bp. Jana Chrapka w Rybnie. W 2012 był marszałkiem Sejmu Dzieci i Młodzieży. Opublikował tomik poezji pt. Droga 33. Był laureatem m.in. Olimpiady Wiedzy Ekologicznej.
Ukończył studia licencjackie z matematyki i ekonomii na Uniwersytecie Mikołaja Kopernika w Toruniu, uzyskał później magisterium na Wydziale Matematyki i Informatyki UMK. Podjął pracę w spółce Energa-Operator w dziale zarządzania inwestycjami.
Zaangażował się w działalność polityczną w ramach Prawa i Sprawiedliwości, był m.in. praktykantem w biurze poselskim Zbigniewa Girzyńskiego. W 2014 bez powodzenia kandydował do rady powiatu działdowskiego, a w 2015 do Sejmu. W 2018 został wybrany radnym sejmiku warmińsko-mazurskiego.
W wyborach parlamentarnych w 2019 uzyskał mandat posła na Sejm RP IX kadencji w okręgu elbląskim (zdobył 7702 głosy). Został najmłodszym posłem tej kadencji. W wyborach w 2023 z powodzeniem ubiegał się o poselską reelekcję (z wynikiem 24 940 głosów). W 2024 bezskutecznie kandydował w wyborach europejskich.

## Wyniki wyborcze
| Wybory | Komitet wyborczy                                     | Komitet wyborczy       | Organ                                  | Okręg          | Wynik       |
| ------ | ---------------------------------------------------- | ---------------------- | -------------------------------------- | -------------- | ----------- |
| 2014   |                                                      | Prawo i Sprawiedliwość | Rada Powiatu Działdowskiego V kadencji | nr 3           | 234 (5,25%) |
| 2015   | Sejm VIII kadencji                                   | Prawo i Sprawiedliwość | nr 34                                  | 2877 (1,44%)   |             |
| 2018   | Sejmik Województwa Warmińsko-Mazurskiego VI kadencji | Prawo i Sprawiedliwość | nr 2                                   | 7593 (6,56%)   |             |
| 2019   | Sejm IX kadencji                                     | Prawo i Sprawiedliwość | nr 34                                  | 7702 (3,07%)   |             |
| 2023   | Sejm X kadencji                                      | Prawo i Sprawiedliwość | nr 34                                  | 24 940 (8,33%) |             |
| 2024   | Parlament Europejski X kadencji                      | Prawo i Sprawiedliwość | nr 3                                   | 9339 (1,36%)   |             |